# حوكمة الإنترنت
إدارة الإنترنت هو تطوير وتطبيق المبادئ والمعايير والقواعد وإجراءات صنع القرار والبرامج المشتركة التي تشكل تطور الإنترنت وإستخدامه.
لا ينبغي الخلط بين إدارة الإنترنت والحوكمة الإلكترونية، والتي تشير إلى استخدام الحكومات للتكنولوجيا لتنفيذ واجباتها الحاكمة.